# Fontenay-sur-Eure
Fontenay-sur-Eure é uma comuna francesa na região administrativa do Centro, no departamento Eure-et-Loir. Estende-se por uma área de 13,94 km². Em 2010 a comuna tinha 1 075 habitantes (densidade: 77,1 hab./km²).